# Koncessionsnämnden
Koncessionsnämnden för miljöskydd var en statlig myndighet inrättad 1969 i samband med att miljöskyddslagen trädde i kraft. Koncessionsnämnden fastställde de miljökrav som skulle gälla för att en viss mer omfattande miljöfarlig verksamhet och för att den skulle få bedrivas. Vid avgörandet av varje ärende bestod nämnden av en jurist (hovrättsråd med erfarenhet av vattenmål), en ledamot med erfarenheter av industriell verksamhet och en med erfarenhet av kommunal verksamhet samt en ledamot med sakkunskap inom naturvetenskap eller tekniska frågor. Nämnden arbetade under lång tid med fyra avdelningar och därefter även med fem avdelningar. Ordförande på varje avdelning var ett hovrättsråd med erfarenhet som vattendomare. Koncessionsnämndens förhandlingar var öppna för allmänheten, som också hade möjlighet att framföra sina synpunkter. Nämnden arbetade i domstolsliknande former och hade ett arbetssätt som mycket liknade vattendomstolarnas. Myndigheten upphörde i och med att miljöbalken trädde ikraft 1 januari 1999. Koncessionsnämnden och vattendomstolarna har ersatts av miljödomstolarna, som sedan slogs samman med fastighetsdomstolarna för att bilda mark- och miljödomstolar. 